# Lletxa
La lletxa o lliri (Campogramma glaycos) és un peix teleosti de la família dels caràngids i de l'ordre dels perciformes.

## Particularitats
Campogramma glaycos és l'única espècie del gènere Campogramma.

## Morfologia
- Pot arribar als 60 cm de llargària total i als 2.800 g de pes.[5]
- Aspecte fusiforme.

## Reproducció
Els ous són pelàgics.

## Distribució geogràfica
Es troba a les costes de l'Atlàntic oriental (des de les Illes Britàniques fins al Senegal, incloent-hi l'Arxipèlag de Madeira i les Illes Canàries). Penetra a les costes de la mar Mediterrània a la primavera.